# Pittosporum viridiflorum
Pittosporum viridiflorum är en tvåhjärtbladig växtart som beskrevs av John Sims. Pittosporum viridiflorum ingår i släktet Pittosporum och familjen Pittosporaceae. Inga underarter finns listade.

## Bildgalleri

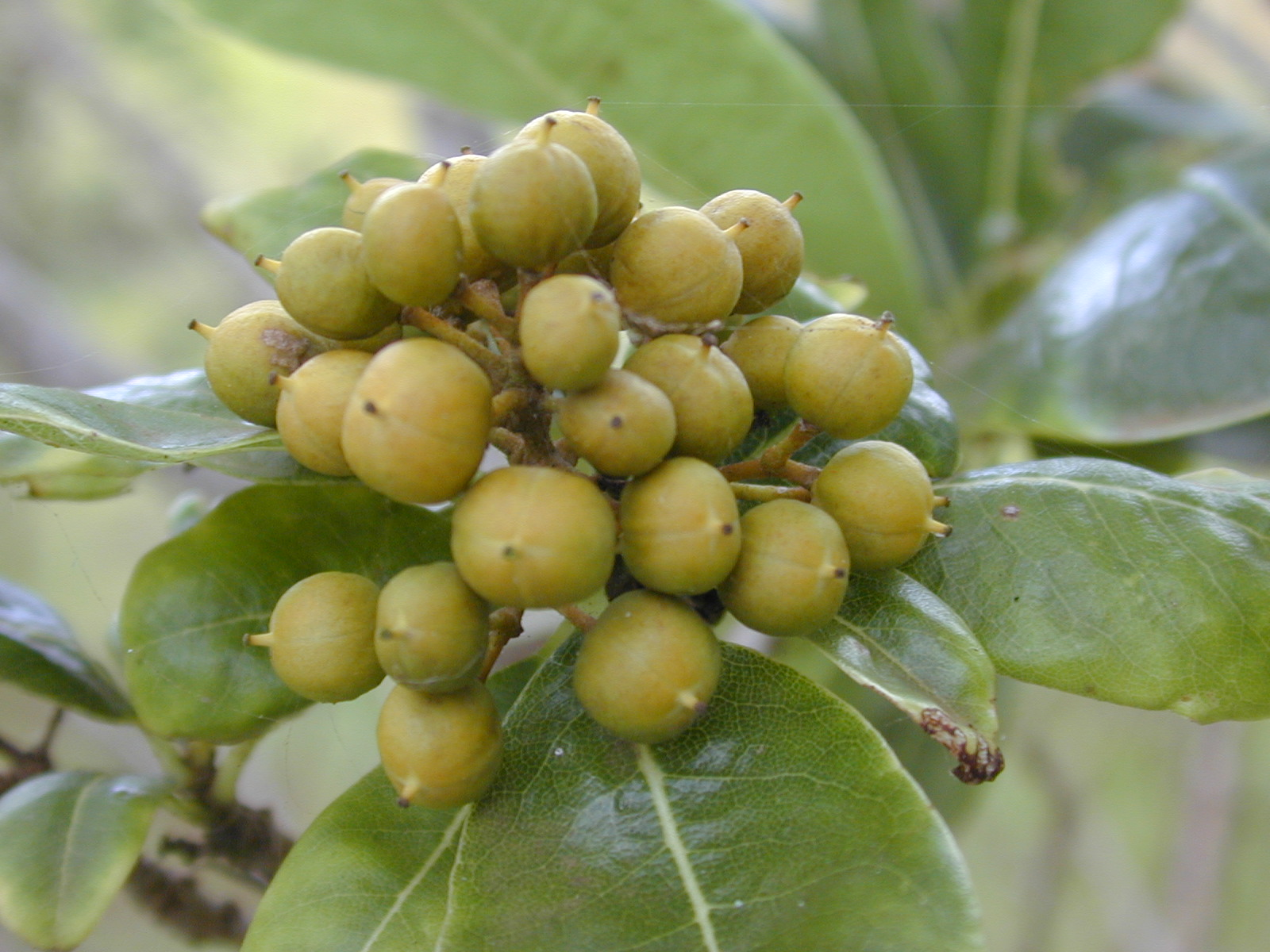
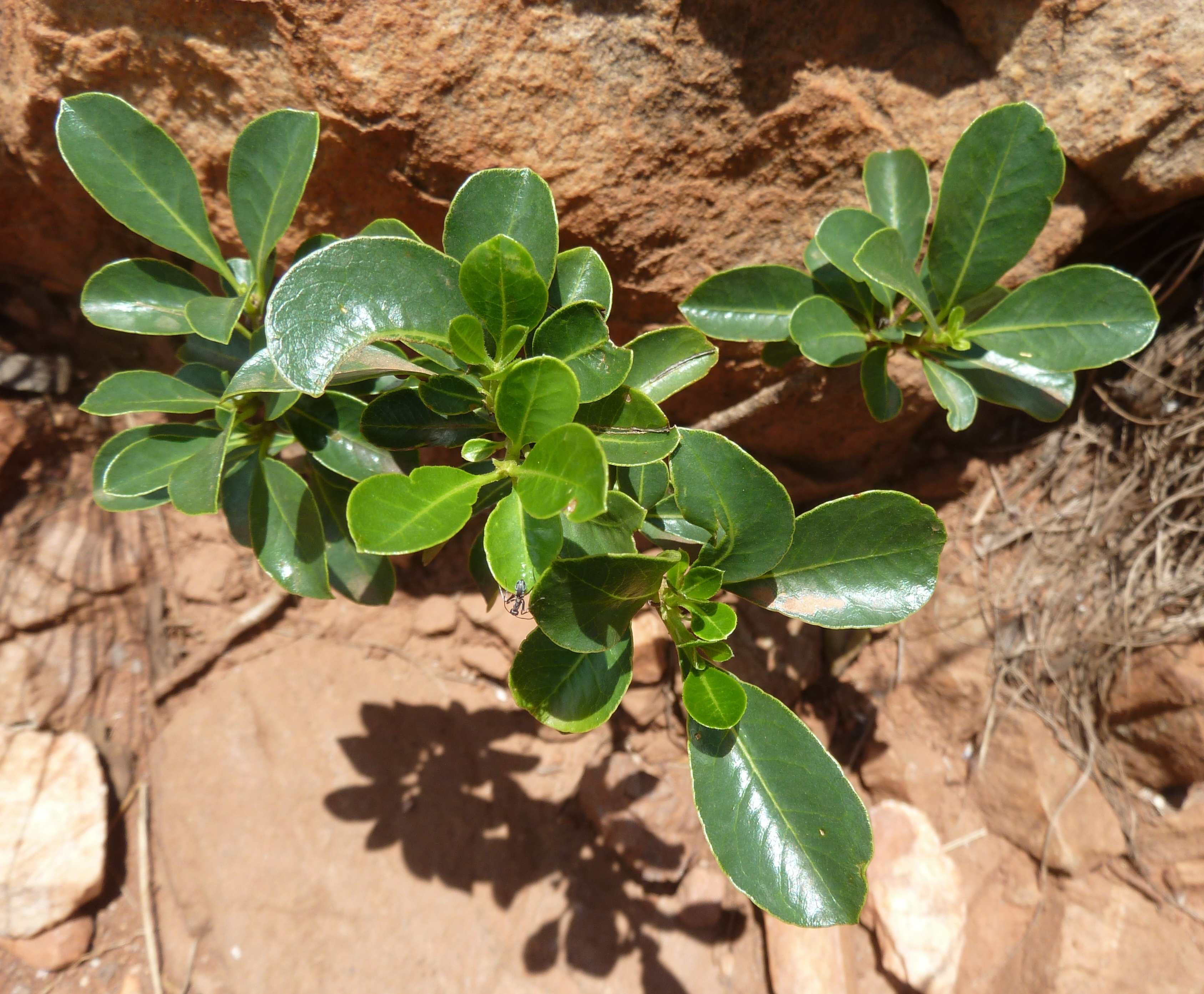
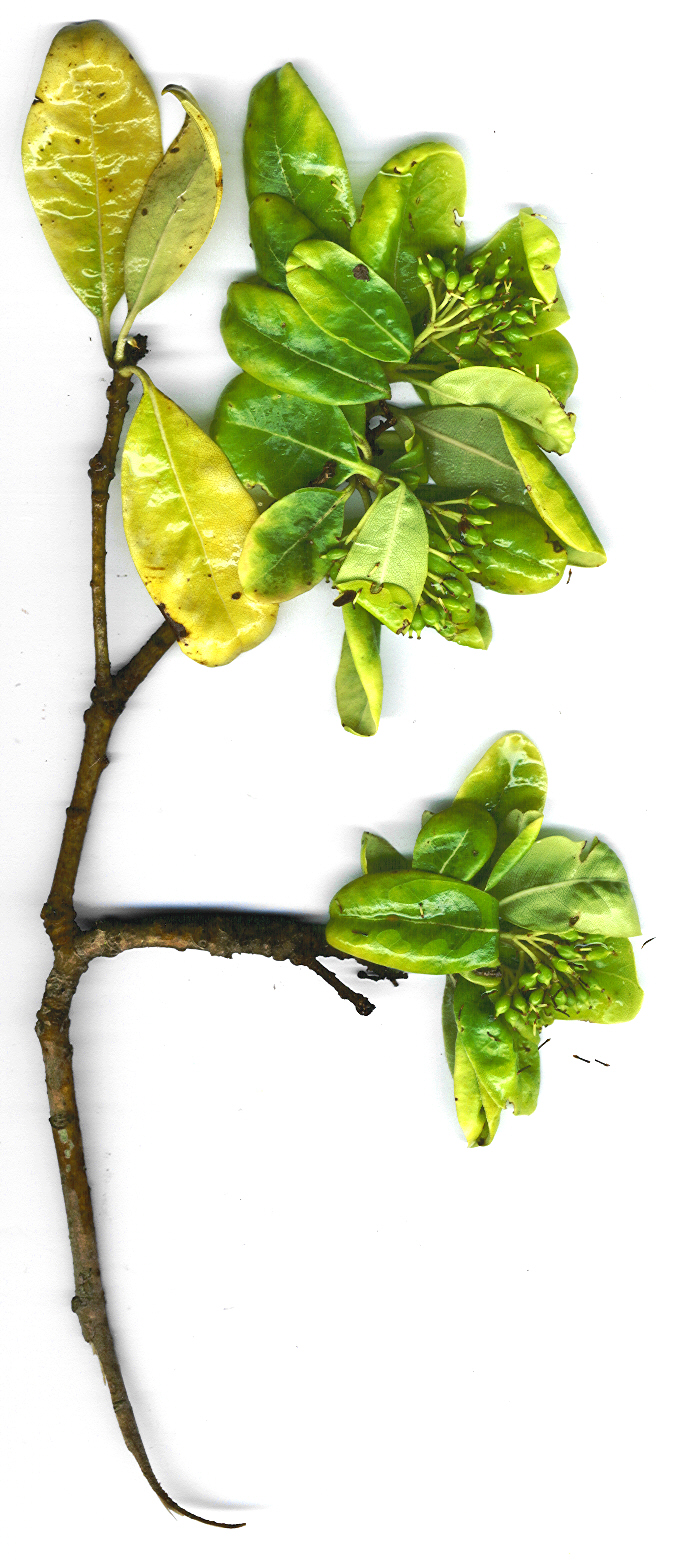
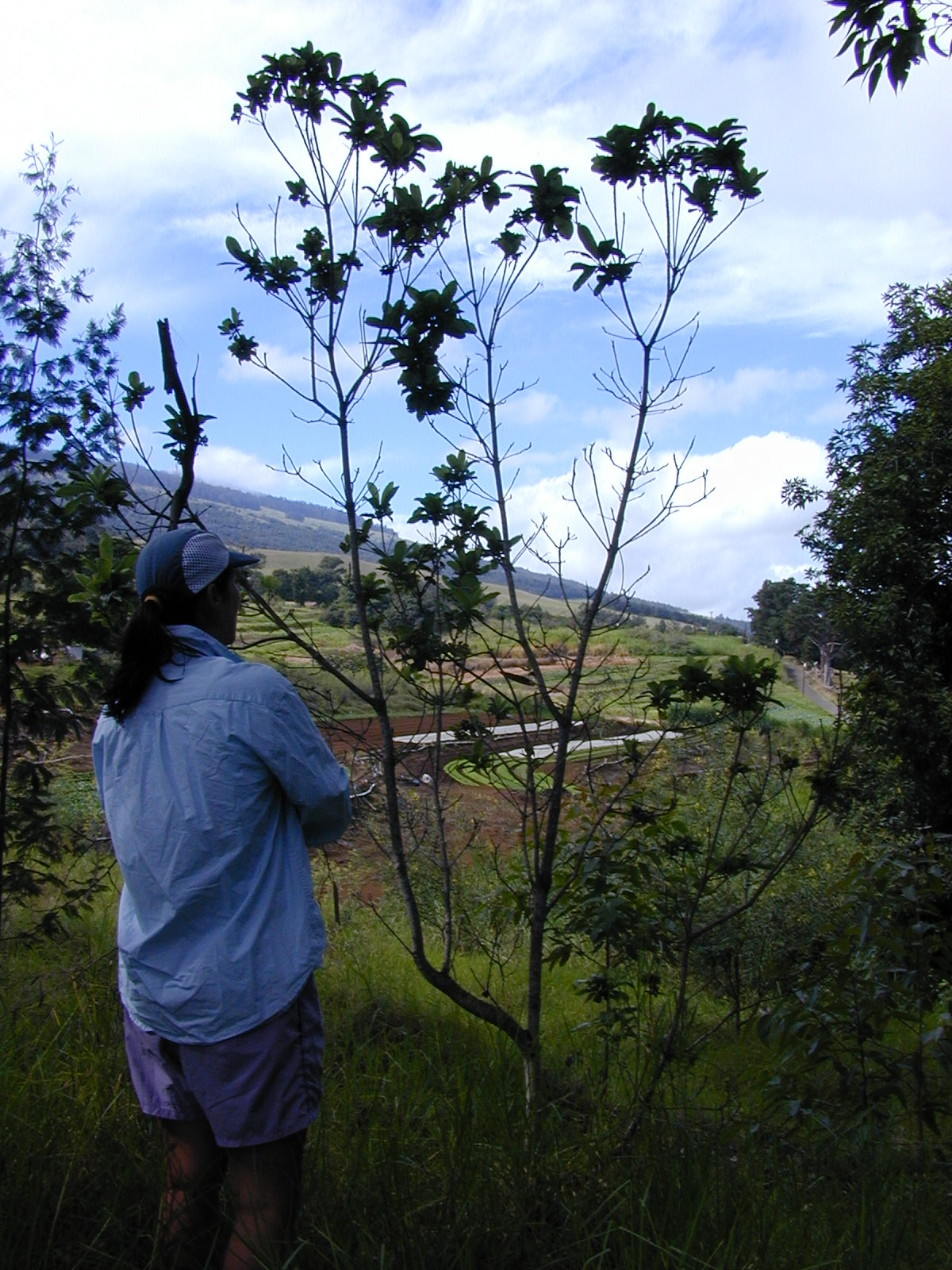
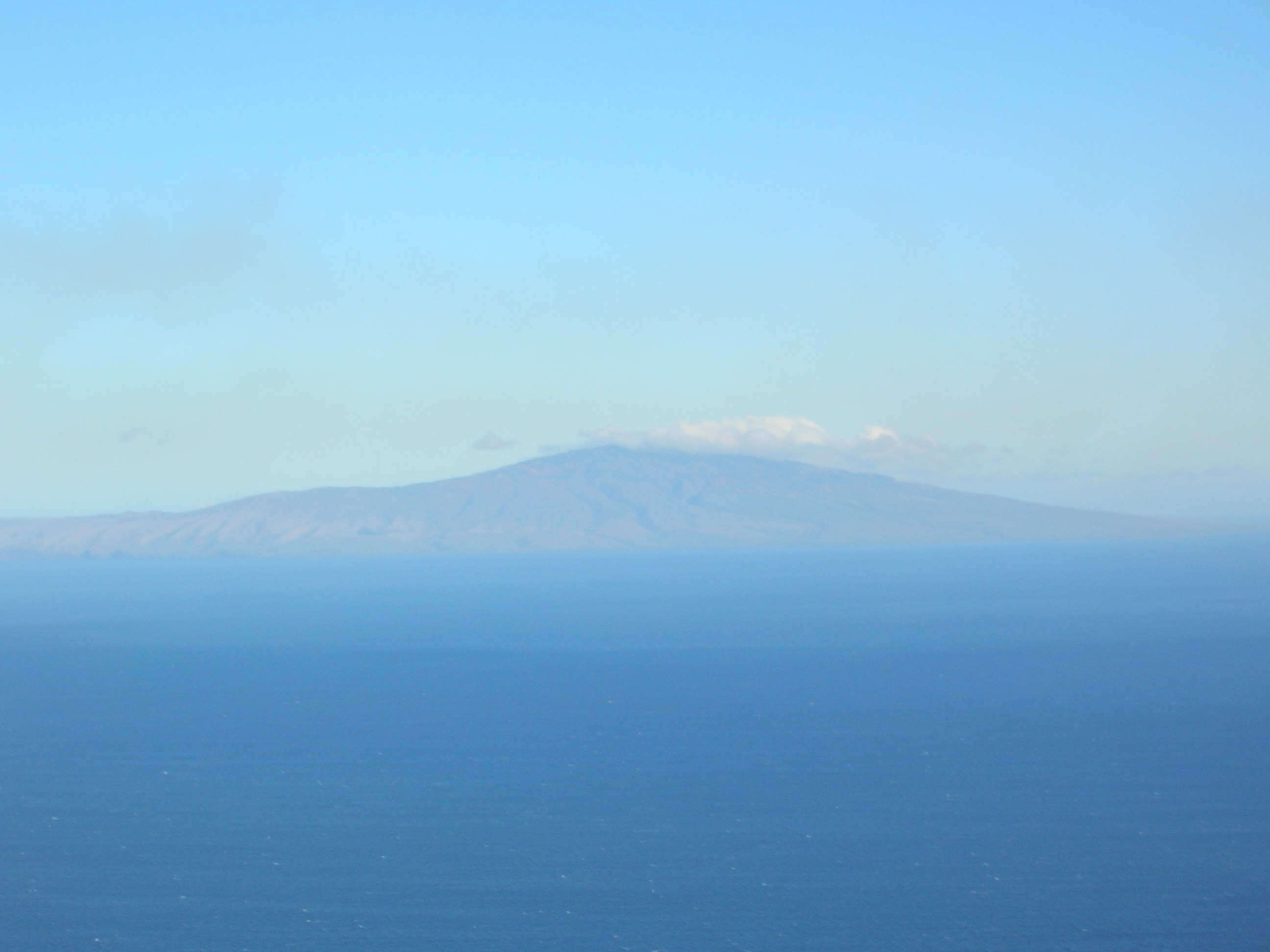
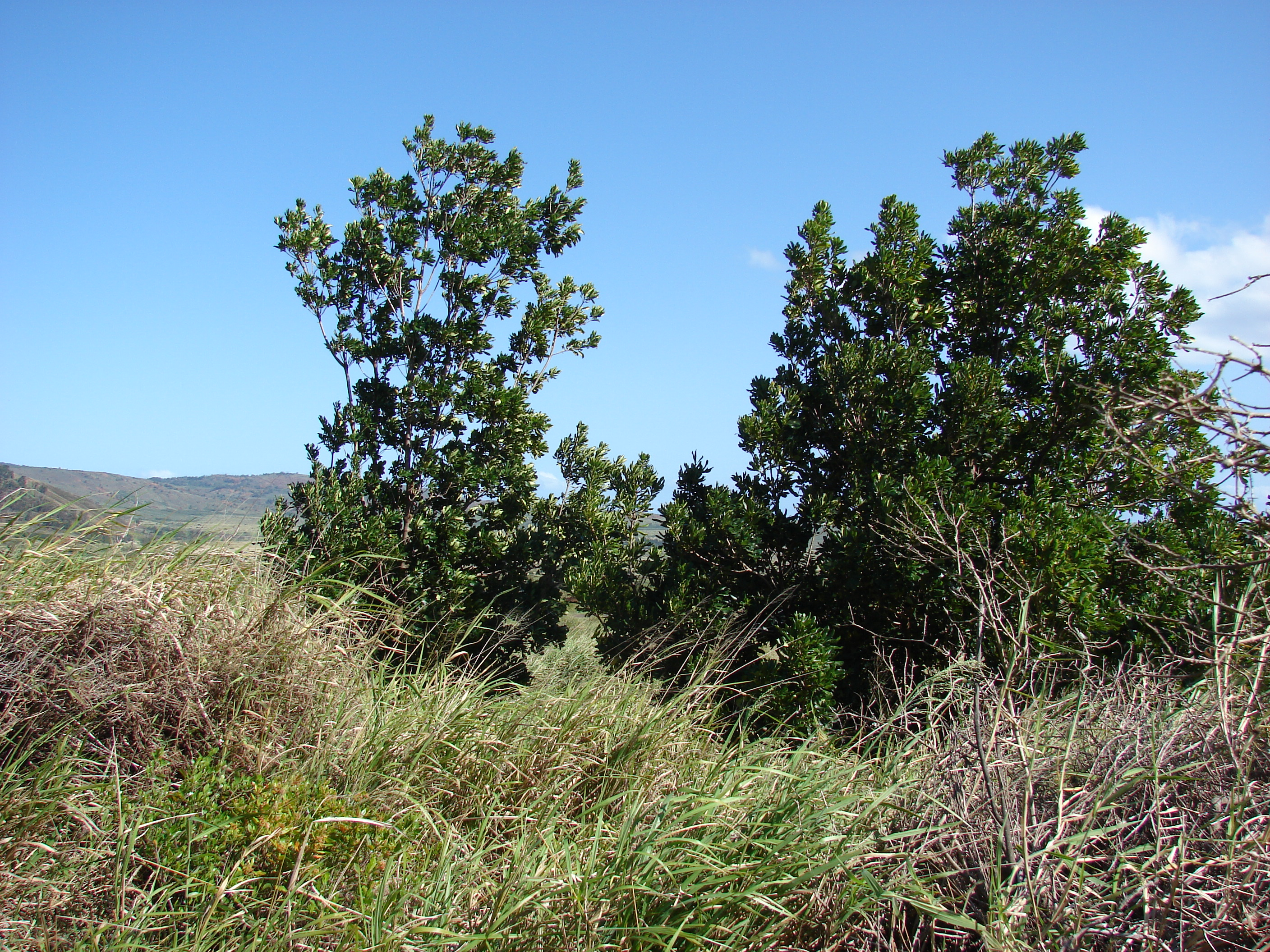